# Skuafjellet
Das Skuafjellet (norwegisch) ist ein Berg im ostantarktischen Königin-Maud-Land. Er ragt in den Utpostane am südlichen Ende der Kraulberge auf.
Wissenschaftler des Norwegischen Polarinstituts benannten ihn 1970 nach der in Norwegen verbreiteten Großen Raubmöwe (Stercorarius skua).